# Лев X
Папа Лев X (Джованні Медічі, 11 грудня 1475, Флоренція, Флорентійська республіка — 1 грудня 1521, Рим, Папська держава) — 217-ий Папа Римський, понтифікат якого почався з 1513 року. Син Лоренцо Медічі; його призначили кардиналом-мирянином у 13 років. Він нагородив Генріха VIII, короля Англії, титулом Захисника віри. Заступник мистецтв, сприяв відновленню собору Святого Петра в Римі. Старався зміцнити фінансове становище церкви, почавши широко застосовувати продажу індульгенцій, що підштовхнуло рух реформації та Мартіна Лютера виступити проти авторитету папи. Лев X засудив Лютера і відлучив його від церкви в 1521 році.

## Кардинал Медічі
Джованні де Медічі народився 11 грудня 1475 року в Флоренції, у знатній родині Медічі. Був другим сином Лоренцо Пишного, володаря Флоренції. У 13-річному віці папа Іннокентій VIII призначив юного Джованні кардиналом-мирянином. За часів правління папи Олександра VI, який переслідував Медічі, повернувся до Флоренції, а потім подорожував усією Європою. Побував у Німеччині, Нідерландах і Франції. 1500 року повернувся до Риму. Взяв участь у битві з французькими військами під Равенною (1512) й потрапив у полон, з якого йому вдалось утекти. Того ж року після завершення терміну вигнання родини Медічі з Флоренції повернувся до рідного міста й розпочав управляти республікою разом зі своїм братом.

## Папа Лев X
За рік його було обрано папою в результаті майже одностайного голосування кардиналів; тільки після обрання він був рукопокладений у священики, потім — у єпископи та, зрештою, коронований як папа.
Очікували, що досвідчений 38-річний Медічі примирить інтереси папської держави та Флоренції й створить відповідні умови для забезпечення миру в Італії. Лев Х здійснив кроки з урегулювання відносин Апостольської Столиці з Францією, що було особливо корисним, враховуючи загрозу, яку являла для інтересів Папської Держави могутність Габсбургів, що поступово зростала. Експансіоністська політика імператора Максиміліана (1493–1519) та особливо його союз з іспанським двором порушували рівновагу військових та політичних сил у Європі. Саме цього найбільше остерігалося правління Папської Держави, яке дбало про свою автономію.
1516 року Лев Х підписав із «найбільш християнським» королем Франції (саме такий титул присвоєний йому папою) Франциском I конкордат, який дещо пом'якшував положення «Прагматичної санкції» 1438 року, визнавав за французьким двором право призначення майже на всі єпископства, абатства, пріорства. Рим не заперечував навіть проти призначення світських осіб на церковні посади, якщо під їхнім іменем керівні функції будуть виконувати представники духовенства. Ця угода діяла у Франції до революції 1789 року.
1517 року завершив роботу П'ятий Латеранський собор, який ухвалив кілька сформульованих у загальному вигляді рішень, що рекомендували провести реформу церкви. Також було ухвалено постанову про Римську курію та про затвердження перших банків (мали назву благочестивих), діяльність яких було визнано єпископами корисною, навіть за умови стягнення ними «розумних чи помірних сплат за надання позик». Зі свого боку Лев Х увінчав роботу собору буллою «Pastor aeternus gregem», в якій повторив відому теократичну тезу про «найвищу папську владу», проголошену папою Боніфацієм VIII.

## Апогей Ренесансу
Політична та релігійна діяльність Лева Х не заважала йому також вести світський образ життя при папському дворі. Найулюбленішими розвагами Льва Х були полювання й пишні свята, які урізноманітнювались театральними виставами, балетами й танцями. На ці розваги папа щороку витрачав удвічі більше за ту суму, що приносили папські маєтки й копальні. Таким чином, він витратив весь золотий запас, який залишив йому у спадщину Юлій II. До цього наближались і видатки на курію, яка тоді налічувала 638 чиновників, на непотів, численних артистів, скульпторів, художників, письменників, комедіантів, папських блазнів тощо. За Лева Х найбільшу популярність мав Рафаель Санті. Натомість Леонардо да Вінчі (1452–1519) після двох років перебування у Римі залишив це «розбещене» місто. Багато відомих гуманістів приїжджали до Рима, щоб побачити блиск папського двору. Одні вихваляли пишність свят, інших вражала та навіть засмучувала розкіш духовенства і поганський лад життя християнської столиці. Серед останніх були знаменитий філософ Еразм Роттердамський (1469–1536) і молодий чернець Мартін Лютер.

## Початок Реформації
Щоб збільшити свої прибутки, Лев Х призначив кількох кардиналів, які мали оплатити свій титул досить значними сумами, що надходили до папської скарбниці. Іншим джерелом прибутків мав слугувати продаж індульгенцій і грамот, скріплених папською печаткою, які мали гарантувати кожному грішнику звільнення від мук чистилища. Акцію продажу «відпущень» довірили домініканцям. Вона виявилась іскрою, з якої спалахнув загальний протест значної частини західної християнської спільноти. Від її імені папську акцію різко засудив Мартін Лютер. Лев Х запропонував, по-перше, розпочати перемовини з керівниками реформаторського руху (проводив їх за дорученням папи кардинал Фома де Віо, прозваний Каетаном), а потім 15 червня 1520 року оголосив буллу «Exurge Domine», яка урочисто засудила Лютера й наказувала спалити його праці, які папа особисто ніколи не читав. Лев Х і його курія вважали, що у такий спосіб бунт реформаторів удалось успішно зупинити й він ніколи не відродиться. У Римі не усвідомлювали, що над Європою нависла небезпека повного розколу західного християнства.

## Смерть
Лев Х несподівано помер 1 грудня 1521 року в 46-річному віці, не встигнувши соборуватись. Його поховання у римській церкві Санта-Марія-сопра-Мінерва було скромним, оскільки папська скарбниця була майже порожньою.

## Булли й енцикліки
- булла «Exurge Domine»
- булла «Pastor aeternus gregem»